# Albert Kratzenberg

De man met de hamer (1939?), Dudelange

Albert Kratzenberg (Clervaux, 8 april 1890 – aldaar, 23 mei 1966) was een Luxemburgs beeldhouwer.

## Leven en werk
Albert Kratzenberg was de jongste zoon van Henri Joseph Kratzenberg en Regina Koener. Vader Kratzenberg was rentmeester van de graaf van Clervaux. Hij kwam uit Duitsland en werd in 1877 genaturaliseerd tot Luxemburger.
Albert studeerde aan het École d'artisans de l'État in de stad Luxemburg, waar hij les kreeg van Jean-Baptiste Wercollier. Hij studeerde verder in Karlsruhe en aan de academie in Berlijn. Hij werkte een aantal jaren in Duitsland en keerde in 1919 terug naar Luxemburg. Hij trouwde dat jaar met Helga Küsthardt. In Esch-sur-Alzette gaf hij cursussen in beeldhouwen en tekenen. In 1930 werd hij er docent aan de Vakschool.
Kratzenberg beeldhouwde onder meer graftekens, reliëfs en standbeelden. Voor zijn werk op de Salon du CAL, de jaarlijkse tentoonstelling van de Cercle Artistique de Luxembourg, ontving hij in 1928 en 1932 de Prix Grand-Duc Adolphe. Samen met Aloyse Deitz, Ernest Grosber en Léon Nosbusch maakte hij voor het Luxemburgs paviljoen op de wereldtentoonstelling van 1937 in Parijs het reliëf Vue panoramique de la Ville de Luxembourg, naar een tekening van Pierre Blanc. In een ontwerpwedstrijd van Esch-sur-Alzette behaalde Kratzenberg in 1937 met Michel Haagen een gedeelde eerste plaats in de categorie grafmonumenten van ca. 1000 frank. Hij werd derde in de categorie rond 2000 franken en twee in de categorie rond 4000 frank. Voor de New York World's Fair van 1939 werd het Luxemburgs paviljoen van binnen aangekleed met panelen van 80 tot 130 m² groot, waarop onder meer de kaart van het groothertogdom en de landschappen van de ruïnes van Vianden tot de mijnen van Esch en de Moezelstreek waren geschilderd. De taferelen werden geflankeerd door vier gietijzeren standbeelden van vier meter hoog, die verschillende beroepsgroepen symboliseerden: ambachten (Claus Cito), mijnbouw (Albert Kratzenberg), landbouw (Lucien Wercollier) en de wijnbouw (Michel Jungblut). 
Nationaalsocialisme
Kratzenberg had een oudere broer Damien Kratzenberg, die hoogleraar Grieks en Duits was. Hij was een actief aanhanger van het nationaalsocialisme en ontving in 1936 de Goethe-medaille voor kunst en literatuur, voor zijn verdiensten als promotor van de Duitse cultuur. Hij exposeerde in de oorlogsjaren onder meer met Jean-Pierre Calteux, Josy Meyers en Jang Thill in het Kaiser-Friedrich-Museum in Berlijn (1942). Damien Kratzenberg werd in 1946 berecht en gefusilleerd. Ook Albert Kratzenberg werd na de oorlog opgepakt vanwege zijn houding tijdens de bezetting. Hij werd in januari 1947 in Luxemburg veroordeeld tot zes jaar gevangenisstraf en verloor zijn Luxemburgse nationaliteit. In de jaren 50 pakte hij zijn beeldhouwwerk weer op.
De beeldhouwer overleed op 76-jarige leeftijd.

## Enkele werken
- 1928 gedenkplaquette voor Peter van Aspelt, keurvorst en aartsbisschop van Mainz, in de Andreaskerk van Aspelt.
- 1932 monument voor staalfabrikant Émile Mayrisch (1862-1928), bij het stadhuis van Dudelange.
- 1935 reliëfportret van Goethe, voor een gedenkmonument in de stad Luxemburg. Opdracht van de Luxemburgse studentenvereniging Assoss.
- 1937 gedenkplaquette en buste (1938) van Caspar Mathias Spoo in Esch-sur-Alzette.
- 1937 reliëfs aan het stadhuis van Esch-sur-Alzette, samen met Aurelio Sabbatini en Wenzel Profant.
- 1938 ontwerp grafmonument voor pastoor Jakob Kayser, uitgevoerd door de gebroeders Hary.
- 1939? L'allégorie de l'artisanat. Het beeld dook in de jaren 1980 op in een depot en is geplaatst in Dudelange
- 1953 Jeune femme in het park van kasteel Colpach.
- 1954 Notre Dame de Trintange voor het hoogaltaar van de kerk in Trintange.
- 1955 kruisweg voor de kerk van Tétange.
- 1957 Sint-Jozef, houten beeld voor de kerk van Huldange.
- 1958 ontwerp basreliëf van de Heilige Familie boven de entree van de parochiekerk van Marienthal. Uitgevoerd door Aloyse Weins.
- reliëf aan de gevel van het kantoor van Tageblatt in Esch-sur-Alzette.
- Heilige Familie op het hoogaltaar van de kerk van Merkholtz.

## Fotogalerij

Mayrisch (1932), Dudelange
Goethe (1935), Luxemburg
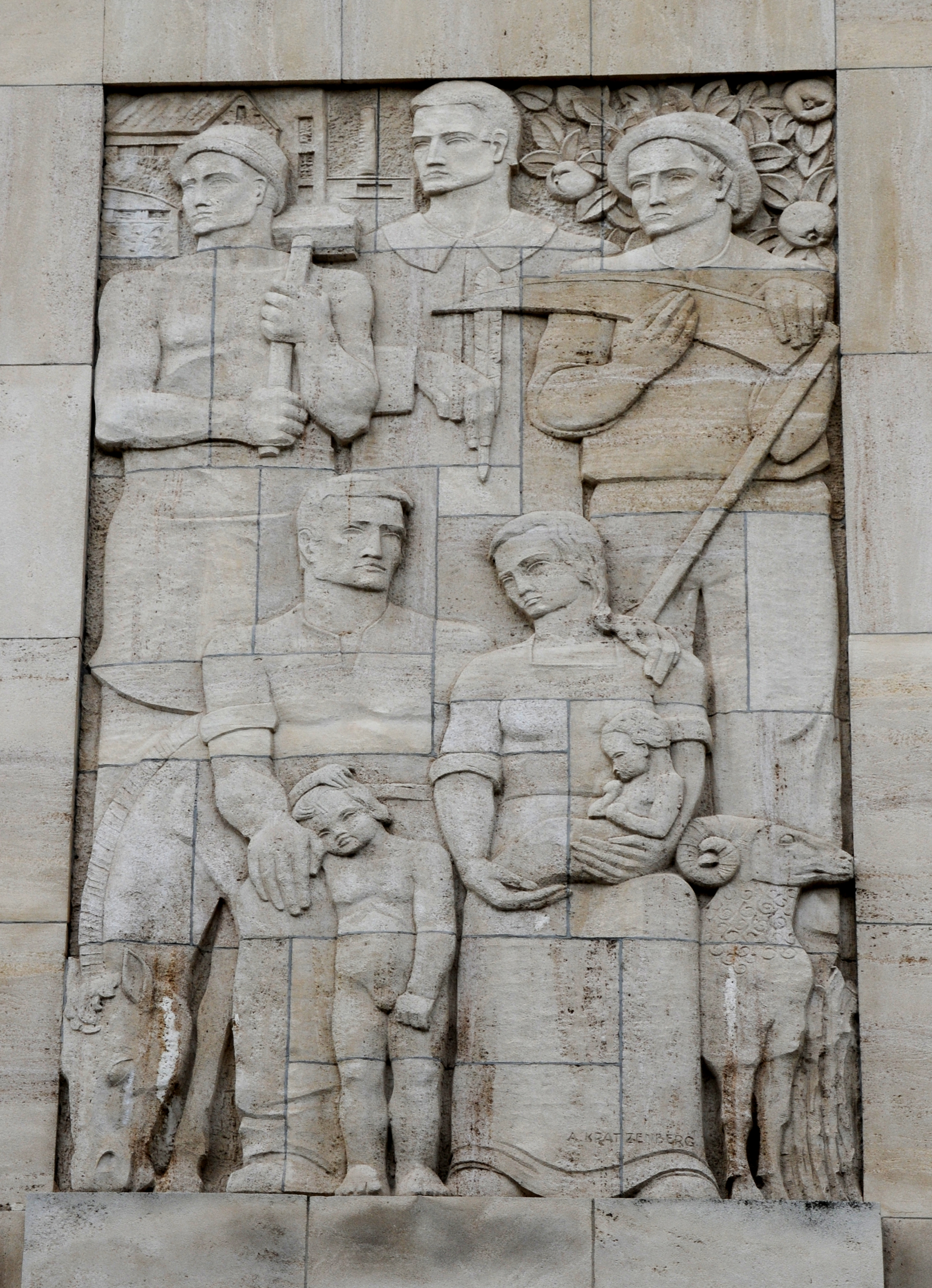
reliëf Tageblatt, Esch

- Musée national d'archéologie, d'histoire et d'art: lkl001510